# 竺法雅
竺法雅，又称法雅，河北河间人，晋朝佛教高僧。
其早年与道安共同拜佛图澄为师，其与道安、法汰等人共同翻译经文并释义。后在高邑建立佛寺，并经常与康法朗等人讨论经文，配以外事作为解释，此称格义。这种方法传到毗浮与昙相等人，并风靡一时。而道安却认为这种方法违背佛法，故禁其徒众引用，后遂衰止。